# Beate Gilles
Beate Gilles (* 2. Mai 1970 in Hückeswagen) ist eine deutsche römisch-katholische Theologin und Generalsekretärin der Deutschen Bischofskonferenz. Am 1. Juli 2021 übernahm sie die Nachfolge von Pater Hans Langendörfer SJ.

## Leben und beruflicher Werdegang
Beate Gilles wuchs in Monheim-Baumberg auf, studierte von 1989 bis 1995 an der Rheinischen Friedrich-Wilhelms-Universität Bonn das gymnasiale Lehramt für katholische Religionslehre und Deutsch und legte das erste Staatsexamen ab. Im Jahr 2000 wurde sie mit einer liturgiewissenschaftlichen Arbeit zur Dr. theol. bei Albert Gerhards zum Thema Durch das Auge der Kamera. Eine liturgie-theologische Untersuchung zur Übertragung von Gottesdiensten im Fernsehen promoviert. Gilles war freie Referentin in der theologischen und religiösen Erwachsenenbildung und freie Mitarbeiterin bei der katholischen Fernseharbeit beim ZDF. 
Wissenschaftlich arbeitete Beate Gilles von 1995 bis 1999 am Seminar für Liturgiewissenschaft an der Universität Bonn. Von 2000 bis 2010 leitete sie als Geschäftsführerin das Katholische Bildungswerk Stuttgart e. V. Seit 2010 war sie Dezernentin für Kinder, Jugend und Familie im Bistum Limburg, ihr unterstanden die Abteilungen Jugendliche, junge Erwachsene, Jugendverbände, Familie und Generationen, Kindertageseinrichtungen sowie der Tagungs- und Bildungshäuser des Bistums Limburg.
Beate Gilles ist Mitglied in der Bewegung Pax Christi und gehörte dort von 2003 bis 2011 der Nahostkommission an, dabei war sie Vertreterin für Pax Christi im Koordinierungskreis des Ökumenischen Friedensdienstes in Palästina und Israel (EAPPI).
Seit 2011 ist sie Mitglied im Bundesvorstand von IN VIA Deutschland, dem katholischen Verband für Mädchen- und Frauensozialarbeit, seit 2020 ist sie ehrenamtliche Bundesvorsitzende, nachdem sie seit 2012 stellvertretende Bundesvorsitzende war. Über die AGKOD ist sie Mitglied im Zentralkomitee der deutschen Katholiken. Seit Januar 2021 ist Beate Gilles außerdem Beauftragte der hessischen Bistümer im Rundfunkrat des Hessischen Rundfunks.
Beate Gilles ist ledig und kinderlos.

## Wahl zur Generalsekretärin der Deutschen Bischofskonferenz
Am 23. Februar 2021 wurde sie für eine Dauer von sechs Jahren zur ersten Generalsekretärin der Deutschen Bischofskonferenz gewählt. Sie ist die erste Person im Amt, die keine Geistliche ist. Sie gilt als Befürworterin des Synodalen Weges und möchte den gesellschaftlichen Dialog, z. B. in der Frage der Suizidassistenz, voranbringen.

## Mitgliedschaften
- Bund Neudeutschland
- Agenda – Forum katholische Theologinnen e.V.
- Limburger Domchor

## Schriften
- Durch das Auge der Kamera: Eine liturgie-theologische Untersuchung zur Übertragung von Gottesdiensten im Fernsehen. Lit Verlag, Münster Hamburg London 2001, ISBN 978-3-8258-5150-7.